# القصر الجعفري
القصر الجعفري وهو من قصور بغداد المشهورة في العصر العباسي انشأه جعفر بن يحيى البرمكي في الجانب الشرقي من بغداد وادعى جعفر البرمكي انه بناه للخليفة المأمون كما ذكر ياقوت الحموي وقد انشأه في المنطقة المعروفة ببغداد اليوم باسم شارع المستنصر وجعل للقصر بستانا ذا رياض غرس فيه من أنواع الشجر ما يثمر بكل ثمر بديع وبالغ في انفاق الاموال. وانتقل القصر إلى المأمون الخليفة العباسي فكان من احب المواضع اليه واشهاها لديه واقتطع جملة من البرية عملها ميدانا لركض الخيل واللعب بالصوالجة (بولو) وحيرا (حديقة الحيوانات) لجميع الوحوش. انتقل القصر إلى الوزير العباسي الحسن بن سهل الذي كان المأمون قد تزوج ابنته بوران ثم صار هذا القصر ملكا للسيدة بوران بعد وفاة والدها ثم استنزلها الخليفة المعتضد بالله العباسي وانتقل اليه وعمل على توسيعه كما عمل له سورا.